# انترفلوج
انترفلوج شركة مسؤولية محدودة (بالألمانية: Interflug Gesellschaft für internationalen Flugverkehr m.b.H.)‏ H. ؛ [ˈɪntɐfluːk] )  كانت شركة الطيران الوطنية لجمهورية ألمانيا الديمقراطية من 1963 إلى 1990. مقرها في شرق برلين، قامت بتشغيل رحلات مجدولة ومستأجرة إلى وجهات أوروبية وعبر القارات من مركزها في مطار برلين شونيفيلد، مع التركيز على دول مجلس التعاون الاقتصادي. بعد إعادة توحيد ألمانيا، تمت تصفية الشركة.

## التاريخ

### سنوات التأسيس

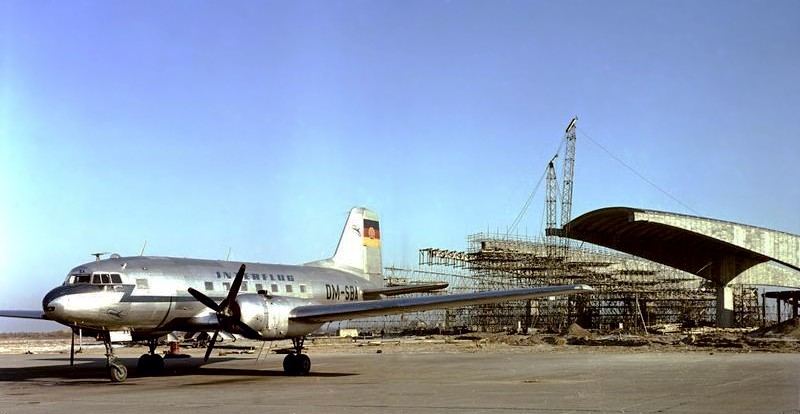
طائرة إليوشن Il-14 في مطار شونيفيلد في عام 1961، وهو الوقت الذي كان فيه مبنى المطار قيد الإنشاء

حتى عام 1945، كانت دويتشه لوفت هانسا تعمل كحاملة للأعلام الألمانية. بعد نهاية الحرب العالمية الثانية واحتلال الحلفاء اللاحق لألمانيا، تم الاستيلاء على جميع الطائرات في البلاد وتم تصفية شركة الطيران. في عام 1954، استحوذت شركة ألمانية غربية على علامة لوفتهانزا التجارية. في عام 1955، تم تأسيس دويتشه لوفتهانزا كحاملة علم منافس لألمانيا الشرقية. سرعان ما أصبح من الواضح أن شركة الطيران الألمانية الشرقية ستفقد على الأرجح دعوى قضائية بشأن استخدام العلامة التجارية لوفتهانزا. ونتيجة لذلك، تم إنشاء انترفلوج في 18 سبتمبر 1958 كشركة "احتياطية"، كان الغرض منها في البداية استكمال صناعة الطيران في ألمانيا الشرقية من خلال تشغيل الرحلات الجوية المستأجرة. في عام 1963، تمت تصفية شركة لوفتهانزا الألمانية الشرقية، رسميًا بسبب ضعف الربحية (على الرغم من أن هذه الخطوة حالت دون التصفية الوشيكة لاسم لوفتهانزا). تم نقل طاقمها وأسطول الطائرات وشبكة الطرق إلى انترفلوج، التي كانت من الآن فصاعدًا ناقلة علم ألمانيا الشرقية.  

### شركة الطيران الوطنية الألمانية الشرقية
كشركة طيران مملوكة للدولة، كانت انترفلوج مع ما يقرب من 8000 موظف تحت سيطرة مجلس الدفاع الوطني، الذي تولى القيادة العليا للقوات المسلحة لألمانيا الشرقية. كان غالبية الطيارين في انترفلوج ضباط احتياطيين في الجيش الشعبي الوطني (وعلى هذا النحو مطلوب ليكونوا أعضاء في حزب الوحدة الاشتراكي في ألمانيا )، وكان من الممكن الاستيلاء على جميع طائراتها لأغراض عسكرية في أي وقت.  كلاوس هنكس، الذي أصبح المدير العام لشركة الطيران في عام 1978، عمل سابقًا في منصب قائد القوات الجوية لألمانيا الشرقية.  يجب على المتقدمين للحصول على وظيفة مضيفة طيران الموافقة عليها من قبل شتازي، من أجل تقييم ما يسمى الموثوقية السياسية، وتقليل محاولات التجسس والهروب إلى الدول الغربية. لم يُسمح لطواقم انترفلوج بالارتباط مع موظفي شركات الطيران من الدول غير الاشتراكية.
خلال الستينيات من القرن الماضي، شهدت شركة الطيران نموًا كبيرًا، فيما يتعلق بكل من شبكة خطوطها وأسطول الطائرات التي بناها الاتحاد السوفيتي. أصبحت طائرة إليوشن إيل -18 العمود الفقري للرحلات القصيرة لمسافات انترفلوج خلال تلك الفترة. كانت الشركة المشغل الأساسي المقصود لطائرة باده 152، وهي طائرة نفاثة مبكرة تم إنشاؤها في ألمانيا الشرقية.  ومع ذلك، لم يتجاوز التطوير مرحلة النموذج الأولي، وتم التخلي عنها في عام 1961. في عام 1969، تم تقديم توبوليف تي يو 134، وهي أول طائرة نفاثة تديرها انترفلوج. تم تشغيلها على الطرق الأوروبية للخطوط الجوية. أصبحت على المدى الطويل إليوشن إل-62جزءًا من الأسطول في عام 1971. في نفس العام، بلغ عدد ركاب انترفلوج السنوي مليون شخص. 

## سريع

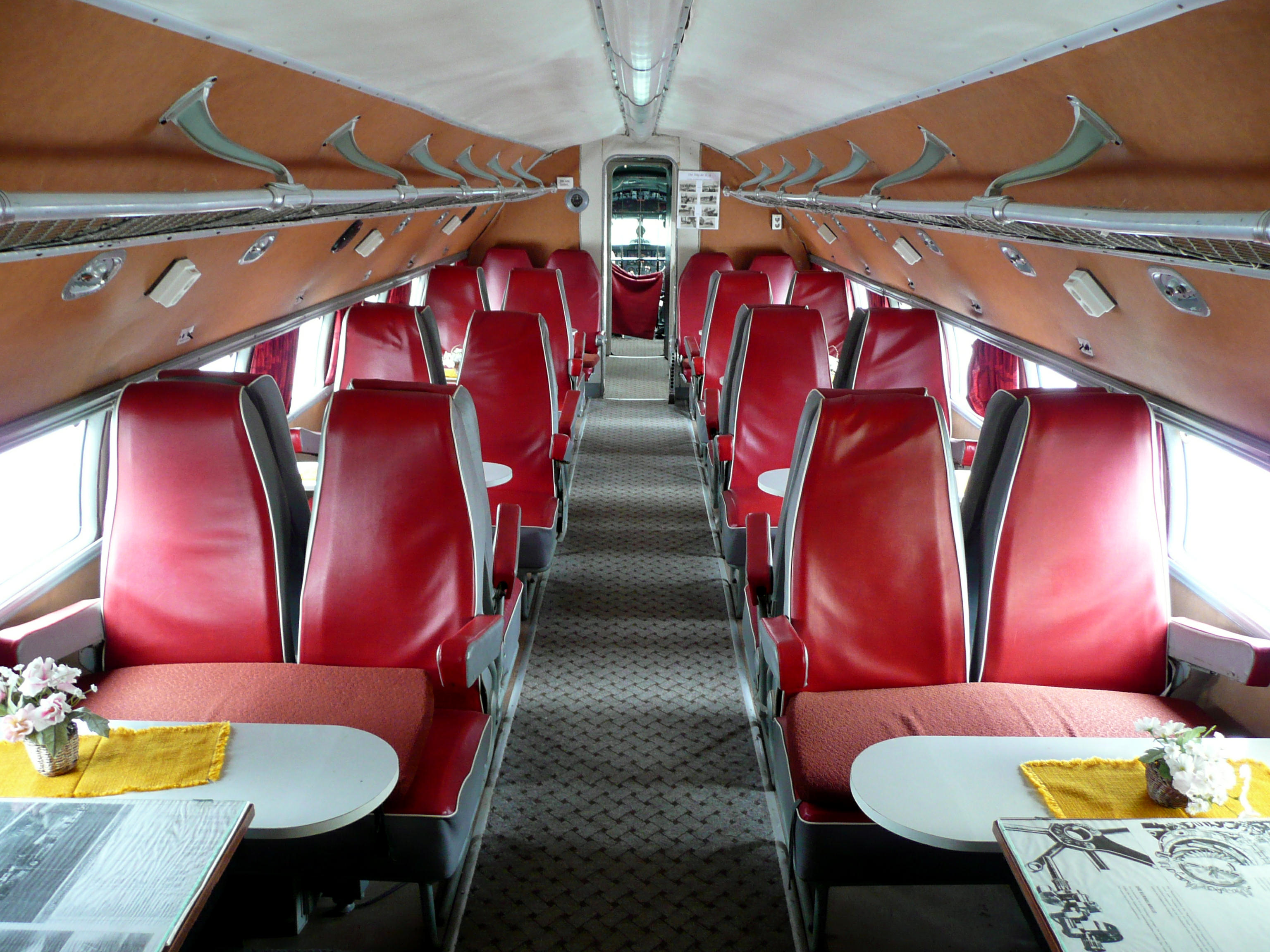
منظر داخلي لإليوشن إي أل-14المحفوظة التي تم تشغيلها مرة واحدة بواسطة انترفلوج (2008).

على مر السنين، قامت انترفلوج بتشغيل أنواع الطائرات التالية على رحلاتها التجارية:    
| الطائرات           | أدخلت | متقاعد |
| ------------------ | ----- | ------ |
| ايرو إيه إي-45     | 1956  | 1961   |
| إيرباص A310        | 1989  | 1991   |
| أنتونوف An-2       | 1957  | 1962   |
| أنتونوف An-24      | 1966  | 1975   |
| بومباردييه داش 8   | 1990  | 1991   |
| ليت إل-410 تربوليت |       | 1991   |
| إليوشن إيل 14      | 1955  | 1967   |
| إليوشن إيل 18      | 1961  | 1991   |
| إليوشن إيل 62      | 1970  | 1991   |
| توبوليف تو -124    |       |        |
| توبوليف تو -134    | 1969  | 1991   |
| توبوليف تو 154     |       | 1991   |